# Vjushkovia
Vjushkovia és un gènere extint d'arcosauromorf eritrosúquid que va viure al període Triàsic.